# Moina Mathers

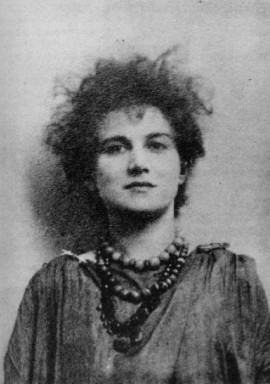
Moina Mathers w 1887 roku

Moina Mathers, pierw. Mina Bergson (ur. 28 lutego 1865 w Genewie, zm. 25 lipca 1928 w Londynie) – artystka i okultystka. Siostra Henriego Bergsona, żona Samuela Liddella MacGregora Mathersa, jednego z założycieli Hermetycznego Zakonu Złotego Brzasku. Po śmierci męża w 1918 przewodnicząca organizacji Rosicrucian Order of the Alpha et Omega.
Urodziła się w Genewie w 1865 jako córka Michała Bergsona i Katherine Levison. Od drugiego roku życia mieszkała w Paryżu. Od 15 roku życia uczyła się w Slade School of Fine Art.